# 亞歷山大·寧
亚历山大·林（芬蘭語：Alexander Ring；1991年4月9日—）是一位芬蘭足球運動員，在場上的位置是中場。他現在效力於美國職業足球大聯盟球隊紐約城足球會。他出生在赫爾辛基，但足球生涯開始於德國和比利時的青年隊。他也代表芬蘭國家足球隊參加比賽。